# Kreisreform Sachsen-Anhalt 1994
Durch das Gesetz zur Kreisgebietsreform wurden die Kreisstrukturen in Sachsen-Anhalt neu geordnet. Mit Stichtag 1. Juli 1994 sank die Zahl der Landkreise von 37 auf 21. Dabei wurden einige Kreise neu gebildet, andere nur leicht verändert, wieder andere blieben vom Gesetz unberührt. Betroffen waren auch zwei der drei kreisfreien Städte, die durch das Gesetz vergrößert wurden.
Durch § 36 des Gesetzes war es möglich, dass der Kreistag den vorläufigen Namen durch einen anderen ersetzen konnte. Dies geschah in vier Fällen.
Die hier angegebenen Einwohnerzahlen beziehen sich auf die Anlage des Gesetzes und sind Stand Juni 1990.

## Änderungen in der Kurzübersicht
| Altkreis        | neuer Kreis                                | Kreisstadt    | Anmerkung             |
| --------------- | ------------------------------------------ | ------------- | --------------------- |
| Roßlau          | Anhalt-Zerbst                              | Zerbst        | komplett              |
| Zerbst          | Anhalt-Zerbst                              | Zerbst        | komplett              |
| Gräfenhainichen | Anhalt-Zerbst                              | Zerbst        | 10 Gemeinden          |
| Aschersleben    | Aschersleben – Staßfurter-Landkreis        | Aschersleben  | außer 5 Gemeinden     |
| Staßfurt        | Aschersleben – Staßfurter-Landkreis        | Aschersleben  | außer 5 Gemeinden     |
| Hettstedt       | Aschersleben – Staßfurter-Landkreis        | Aschersleben  | 5 Gemeinden           |
| Bernburg        | Bernburg                                   | Bernburg      | komplett              |
| Staßfurt        | Bernburg                                   | Bernburg      | Gemeinde Güsten       |
| Bitterfeld      | Bitterfeld                                 | Bitterfeld    | komplett              |
| Gräfenhainichen | Bitterfeld                                 | Bitterfeld    | 4 Gemeinden           |
| Oschersleben    | Bördekreis                                 | Oschersleben  | komplett              |
| Wanzleben       | Bördekreis                                 | Oschersleben  | komplett              |
| Staßfurt        | Bördekreis                                 | Oschersleben  | Gemeinde Kroppenstedt |
| Naumburg        | Burgenlandkreis                            | Naumburg      | komplett              |
| Nebra           | Burgenlandkreis                            | Naumburg      | komplett              |
| Zeitz           | Burgenlandkreis                            | Naumburg      | komplett              |
| Hohenmölsen     | Burgenlandkreis                            | Naumburg      | 4 Gemeinden           |
| Weißenfels      | Burgenlandkreis                            | Naumburg      | Ortsteil Schmerdorf   |
| Burg            | Jerichower Land                            | Burg          | komplett              |
| Genthin         | Jerichower Land                            | Burg          | komplett              |
| Havelberg       | Jerichower Land                            | Burg          | Gemeinde Mangelsdorf  |
| Eisleben        | Mansfelder Land                            | Eisleben      | alle Gemeinden        |
| Hettstedt       | Mansfelder Land                            | Eisleben      | außer 5 Gemeinden     |
| Querfurt        | Mansfelder Land                            | Eisleben      | 3 Gemeinden           |
| Merseburg       | Merseburg-Querfurt                         | Merseburg     | alle Gemeinden        |
| Querfurt        | Merseburg-Querfurt                         | Merseburg     | außer 3 Gemeinden     |
| Nebra           | Merseburg-Querfurt                         | Merseburg     | Gemeinde Branderoda   |
| Haldensleben    | Ohre-Kreis                                 | Haldensleben  | komplett              |
| Wolmirstedt     | Ohre-Kreis                                 | Haldensleben  | komplett              |
| Klötze          | Ohre-Kreis                                 | Haldensleben  | Oebisfelde            |
| Stendal         | Ohre-Kreis                                 | Haldensleben  | 2 Gemeinden           |
| Havelberg       | Östliche Altmark Landkreis Stendal 1       | Stendal       | außer Mangelsdorf     |
| Osterburg       | Östliche Altmark Landkreis Stendal 1       | Stendal       | außer 10 Gemeinden    |
| Stendal         | Östliche Altmark Landkreis Stendal 1       | Stendal       | außer 2 Gemeinden     |
| Gardelegen      | Östliche Altmark Landkreis Stendal 1       | Stendal       | 6 Gemeinden           |
| Gardelegen      | Westliche Altmark Altmarkkreis Salzwedel 1 | Salzwedel     | außer 6 Gemeinden     |
| Salzwedel       | Westliche Altmark Altmarkkreis Salzwedel 1 | Salzwedel     | alle Gemeinden        |
| Klötze          | Westliche Altmark Altmarkkreis Salzwedel 1 | Salzwedel     | außer 7 Gemeinden     |
| Osterburg       | Westliche Altmark Altmarkkreis Salzwedel 1 | Salzwedel     | 10 Gemeinden          |
| Quedlinburg     | Quedlinburg                                | Quedlinburg   | außer 2 Gemeinden     |
| Aschersleben    | Quedlinburg                                | Quedlinburg   | 5 Gemeinden           |
| Saalkreis       | Saalkreis                                  | Halle (Saale) | außer 2 Gemeinden     |
| Querfurt        | Saalkreis                                  | Halle (Saale) | Gemeinde Dornstedt    |
| Schönebeck      | Schönebeck                                 | Schönebeck    | außer 2 Gemeinden     |
| Staßfurt        | Schönebeck                                 | Schönebeck    | 3 Gemeinden           |
| Wernigerode     | Wernigerode                                | Wernigerode   | alle Gemeinden        |
| Quedlinburg     | Wernigerode                                | Wernigerode   | 2 Gemeinden           |
| Halberstadt     | Halberstadt                                | Halberstadt   | unverändert           |
| Sangerhausen    | Sangerhausen                               | Sangerhausen  | unverändert           |
| Köthen          | Köthen                                     | Köthen        | unverändert           |
| Weißenfels      | Weißenfels                                 | Weißenfels    | außer Schmerdorf      |
| Hohenmölsen     | Weißenfels                                 | Weißenfels    | außer 4 Gemeinden     |
| Wittenberg      | Wittenberg                                 | Wittenberg    | komplett              |
| Jessen          | Wittenberg                                 | Wittenberg    | komplett              |
| Gräfenhainichen | Wittenberg                                 | Wittenberg    | 13 Gemeinden          |

## Änderungen im Einzelnen

### Landkreis Anhalt-Zerbst
Der Landkreis Anhalt-Zerbst wurde aus den Gemeinden der Landkreise Roßlau und Zerbst sowie den Gemeinden Brandhorst, Gohrau, Griesen, Horstdorf, Kakau, Oranienbaum, Rehsen, Riesigk, Vockerode und Wörlitz (die heutige Stadt Oranienbaum-Wörlitz) des Landkreises Gräfenhainichen gebildet. Der Landkreis ist Rechtsnachfolger der Landkreise Roßlau und Zerbst, Kreisstadt wurde Zerbst. Er hatte 83.257 Einwohner, größte Städte waren Zerbst (18.339 Einwohner), Roßlau (Elbe) (14.823) und Coswig (Anhalt) (10.032 Einwohner).

### Landkreis Aschersleben – Staßfurter-Landkreis
Der Landkreis Aschersleben – Staßfurter-Landkreis (so die Schreibweise im Gesetz) wurde aus nahezu allen Gemeinden der Landkreise Aschersleben und Staßfurt sowie den Gemeinden Endorf, Freckleben, Neuplatendorf, Pansfelde und Wieserode des Landkreises Hettstedt gebildet. Der Landkreis ist Rechtsnachfolger der Landkreise Aschersleben und Staßfurt, Kreisstadt ist Aschersleben. Er hatte 117.520 Einwohner, größte Städte waren Aschersleben (33.161 Einwohner) und Staßfurt (26.028 Einwohner).
Der Kreistag änderte den Namen des Kreises in Landkreis Aschersleben-Staßfurt.

### Landkreis Bernburg
Der Landkreis Bernburg wurde aus den Gemeinden des alten Landkreises Bernburg, dessen Rechtsnachfolger er ist, sowie der Gemeinde Güsten des Landkreises Staßfurt gebildet. Kreisstadt blieb Bernburg. Er hatte 79.436 Einwohner, größte Stadt war Bernburg (40.310 Einwohner).

### Landkreis Bitterfeld
Der Landkreis Bitterfeld wurde aus den Gemeinden des alten Landkreises Bitterfeld, dessen Rechtsnachfolger er ist, sowie den Gemeinden Gossa, Gröbern, Krina und Schwemsal des Landkreises Gräfenhainichen gebildet. Kreisstadt blieb Bitterfeld. Er  hatte 127.108 Einwohner, größte Städte waren Wolfen (44.987 Einwohner) und Bitterfeld (19.508 Einwohner).

### Landkreis Bördekreis
Der Landkreis Bördekreis wurde aus den Gemeinden der Kreise Oschersleben und Wanzleben sowie der Gemeinde Kroppenstedt des Landkreises Staßfurt gebildet. Der Landkreis ist Rechtsnachfolger der Landkreise Oschersleben und Wanzleben, Kreisstadt ist Oschersleben. Er hatte 84.276 Einwohner, größte Stadt war Oschersleben (17.035 Einwohner).

### Landkreis Burgenlandkreis
Der Landkreis Burgenlandkreis wurde im Süden des Landes aus den Gemeinden der Landkreise Naumburg, Nebra (ohne Branderoda) und Zeitz sowie den Gemeinden Deuben, Döbris, Pretzsch und Stößen des Landkreises Hohenmölsen und dem Ortsteil Schmerdorf der Gemeinde Gröbitz des Landkreises Weißenfels gebildet. Der Landkreis ist Rechtsnachfolger der Landkreise Naumburg, Nebra und Zeitz, Kreisstadt ist Naumburg. Er hatte 161.357 Einwohner, womit er zum größten Landkreis des Landes wurde. Die Größten Städte waren Zeitz (40.862 Einwohner) und Naumburg (30.236 Einwohner).
Der Ort Schmerdorf wurde durch ein entsprechendes Gesetz in die Gemeinde Gieckau eingegliedert.

### Landkreis Halberstadt
Der Landkreis Halberstadt war von der Kreisreform nicht betroffen. Er hatte 86.959 Einwohner, größte Stadt war die Kreisstadt Halberstadt (45.847 Einwohner).

### Landkreis Jerichower Land
Der Landkreis Jerichower Land wurde aus den Gemeinden der Kreise Burg und Genthin sowie der Gemeinde Mangelsdorf des Landkreises Havelberg gebildet. Der Landkreis ist Rechtsnachfolger der Landkreise Burg und Genthin, Kreisstadt ist Burg. Er hatte 100.938 Einwohner, größte Städte waren Burg (26.952 Einwohner) und Genthin (16.721 Einwohner).

### Landkreis Köthen
Der Landkreis Köthen war von der Kreisreform nicht betroffen. Er hatte 77.224 Einwohner, größte Städte waren die Kreisstadt Köthen (33.623 Einwohner) und Aken (Elbe) (10.332).

### Landkreis Mansfelder Land
Der Landkreis Mansfelder Land wurde aus den Gemeinden des Landkreises Eisleben, allen außer fünf Gemeinden des Landkreises Hettstedt sowie den Gemeinden Hornburg, Osterhausen und Rothenschirmbach des Landkreises Querfurt gebildet. Der Landkreis ist Rechtsnachfolger der Landkreise Eisleben und Hettstedt, Kreisstadt ist die Lutherstadt Eisleben. Er hatte 123.111 Einwohner, größte Städte waren Eisleben (26.235 Einwohner) und die ehemalige Kreisstadt Hettstedt (21.295 Einwohner).

### Landkreis Merseburg-Querfurt
Der Landkreis Merseburg-Querfurt wurde aus den Gemeinden des Landkreises Merseburg, fast allen Gemeinden des Landkreises Querfurt sowie der Gemeinde Branderoda des Landkreises Nebra gebildet. Der Landkreis ist Rechtsnachfolger der Landkreise Merseburg und Querfurt, Kreisstadt ist Merseburg. Er hatte 145.924 Einwohner, größte Städte waren Merseburg (43.789 Einwohner) und Bad Dürrenberg (12.987 Einwohner).

### Landkreis Ohre-Kreis
Der Ohre-Kreis wurde aus den Gemeinden der Landkreise Haldensleben und Wolmirstedt, der Stadt Oebisfelde und den Gemeinden Breitenrode, Buchhorst, Gehrendorf, Niendorf, Wassensdorf und Weddendorf des Landkreises Klötze sowie den Gemeinden Bertingen und Mahlwinkel des Landkreises Stendal gebildet. Der Landkreis ist Rechtsnachfolger der Landkreise Haldensleben und Wolmirstedt, Kreisstadt ist Haldensleben. Er hatte 109.794 Einwohner, größte Städte waren Haldensleben (20.415 Einwohner) und Wolmirstedt (12.568 Einwohner).
Von den hier genannten Gemeinden des Landkreises Klötze existierte am 1. Juli 1994 nur noch die Stadt Oebisfelde. Die anderen Gemeinden wurden bereits am 14. April 1994 nach Oebisfelde eingemeindet, ebenso die Gemeinde Lockstedt bei Oebisfelde, die bislang zum Landkreis Haldensleben gehörte und damit für zweieinhalb Monate in den Landkreis Klötze wechselte. Mit Inkrafttreten des Gesetzes wurde die gesamte Stadt Oebisfelde in ihren neuen Grenzen in den Ohre-Kreis umgegliedert.
Der Kreistag änderte den Namen des Landkreises in Ohrekreis.

### Landkreis Östliche Altmark
Der Landkreis Östliche Altmark wurde aus den Gemeinden der Kreise Havelberg (außer Mangelsdorf), Osterburg (außer zehn Gemeinden) und Stendal (außer Bertingen und Mahlwinkel) sowie den Gemeinden Berkau, Bismark/Altmark, Büste, Holzhausen, Könnigde und Kremkau des Landkreises Gardelegen gebildet. Der Landkreis ist Rechtsnachfolger der Landkreise Havelberg, Osterburg und Stendal, Kreisstadt ist Stendal. Er war mit 158.672 Einwohnern knapp der zweitgrößte Landkreis des Landes, größte Städte waren Stendal (49.931 Einwohner) und Tangermünde (11.745 Einwohner).
Der Kreistag änderte den Namen des Landkreises in Landkreis Stendal.

### Landkreis Quedlinburg
Der Landkreis Quedlinburg wurde aus den Gemeinden des alten Landkreises Quedlinburg (ausgenommen Allrode und Timmenrode), dessen Rechtsnachfolger er ist, sowie den Gemeinden Hausneindorf, Hedersleben, Heteborn, Radisleben und Wedderstedt des Landkreises Aschersleben gebildet. Kreisstadt blieb Quedlinburg. Er hatte 90.381 Einwohner, größte Städte waren Quedlinburg (28.663 Einwohner) und Thale (17.008 Einwohner).

### Landkreis Saalkreis
Der Saalkreis wurde aus den Gemeinden des alten Saalkreises, dessen Rechtsnachfolger er ist, sowie der Gemeinde Dornstedt des Landkreises Querfurt gebildet. Kreissitz blieb die kreisfreie Stadt Halle (Saale). Er war mit 65.782 Einwohnern der kleinste Kreis des Landes, größte Gemeinde war Teutschenthal (5750 Einwohner), größte Stadt Landsberg (3833 Einwohner).

### Landkreis Sangerhausen
Der Landkreis Sangerhausen war von der Kreisreform nicht betroffen. Er hatte 77.733 Einwohner, größte Stadt war die Kreisstadt Sangerhausen (33.601 Einwohner).

### Landkreis Schönebeck
Der Landkreis Schönebeck wurde aus allen außer zwei Gemeinden des alten Landkreises Schönebeck, dessen Rechtsnachfolger er ist, sowie den Gemeinden Atzendorf, Förderstedt und Löbnitz (Bode) des Landkreises Staßfurt gebildet. Die Gemeinden Pechau und Randau-Calenberge des alten Kreises wurden nach Magdeburg eingemeindet. Kreisstadt blieb Schönebeck. Er hatte 88.028 Einwohner, größte Städte waren Schönebeck (44.087 Einwohner) und Calbe (13.988 Einwohner).

### Landkreis Wernigerode
Der Landkreis Wernigerode wurde aus den Gemeinden des alten Landkreises Wernigerode, dessen Rechtsnachfolger er ist, sowie den Gemeinden Allrode und Timmenrode des Landkreises Quedlinburg gebildet. Kreisstadt blieb Wernigerode. Er hatte 103.686 Einwohner, größte Städte waren Wernigerode (36.311 Einwohner) und Blankenburg (18.859 Einwohner).

### Landkreis Westliche Altmark
Der Landkreis Westliche Altmark wurde aus den Gemeinden der Kreise Gardelegen (ausgenommen sechs Gemeinden), Klötze (ausgenommen die Stadt Oebisfelde und sechs weitere Gemeinden) und Salzwedel sowie der Stadt Arendsee und den Gemeinden Höwisch, Kläden, Kleinau, Leppin, Neulingen, Sanne-Kerkuhn, Schrampe, Thielbeer und Ziemendorf (die VG Arendsee) des Landkreises Osterburg gebildet. Der Landkreis ist Rechtsnachfolger der Landkreise Gardelegen, Klötze und Salzwedel, Kreisstadt ist Salzwedel. Er hatte 105.883 Einwohner, größte Städte waren Salzwedel (23.368 Einwohner) und Gardelegen (13.178 Einwohner).
Der Kreistag änderte den Namen des Landkreises in Altmarkkreis Salzwedel.

### Landkreis Weißenfels
Der Landkreis Weißenfels wurde aus den Gemeinden des alten Landkreises Weißenfels (bis auf den Ortsteil Schmerdorf der Gemeinde Gröbitz) und des Landkreises Hohenmölsen (bis auf vier Gemeinden) gebildet. Der Landkreis ist Rechtsnachfolger der Landkreise Hohenmölsen und Weißenfels, Kreisstadt ist Weißenfels. Er hatte 86.833 Einwohner, größte Stadt war Weißenfels (37.436 Einwohner).

### Landkreis Wittenberg
Der Landkreis Wittenberg wurde aus den Gemeinden des alten Landkreises Wittenberg und des Landkreises Jessen sowie der Stadt Gräfenhainichen und den Gemeinden Bergwitz, Jüdenberg, Möhlau, Radis, Rotta, Schköna, Schleesen, Selbitz, Söllichau, Tornau, Uthausen und Zschornewitz des Landkreises Gräfenhainichen gebildet. Der Landkreis ist Rechtsnachfolger der Landkreise Wittenberg, Jessen und Gräfenhainichen, Kreisstadt ist die Lutherstadt Wittenberg. Er hatte 147.407 Einwohner, größte Städte waren Wittenberg (50.992 Einwohner) und Gräfenhainichen (10.124 Einwohner).

### Kreisfreie Städte
Die kreisfreien Städte Dessau, Halle (Saale) und Magdeburg behielten ihren Status. Die Stadt Dessau wurde um die Gemeinden Kleutsch und Sollnitz des Landkreises Gräfenhainichen vergrößert und hatte 92.535 Einwohner. Die Stadt Magdeburg wurde um die Gemeinden Pechau und Randau-Calenberge des Landkreises Schönebeck vergrößert und hatte 284.602 Einwohner. Die Stadt Halle (Saale) war von der Kreisreform nicht betroffen, mit 315.997 Einwohnern war sie weiterhin die größte Stadt des Landes.

## Spätere Änderungen
Im Laufe der Jahre wurden die Kreisgrenzen mehrfach geringfügig verändert. Diese Gebietsänderungen hingen dabei stets mit Eingemeindungen zusammen:
- Am 1. April 2001 wurde die Gemeinde Beyendorf (Bördekreis) in die kreisfreie Stadt Magdeburg eingemeindet.
- Am 1. Januar 2005 wurden die Gemeinden Brambach und Rodleben (Landkreis Anhalt-Zerbst) in die kreisfreie Stadt Dessau eingemeindet.
- Am 1. Januar 2005 wurden außerdem die Gemeinden Dornburg, Ladeburg und Leitzkau (Landkreis Anhalt-Zerbst) in die Stadt Gommern (Landkreis Jerichower Land) eingemeindet.
- Am 1. Januar 2005 wurde außerdem die Gemeinde Cösitz (Landkreis Köthen) in die Stadt Zörbig (Landkreis Bitterfeld) eingemeindet.

Am 1. Juli 2007 trat die zweite Kreisreform in Sachsen-Anhalt in Kraft. Von ursprünglich 21 Landkreisen verblieben nur noch elf. Darüber hinaus wurde die kreisfreie Stadt Dessau mit der Stadt Roßlau zur neuen Stadt Dessau-Roßlau vereinigt. Die beiden nördlichsten Landkreise, der Altmarkkreis Salzwedel und der Landkreis Stendal, wurden nicht verändert, sie existieren in dieser Form noch heute.